# Kipper (série télévisée)
 (décembre 2017).
Si vous disposez d'ouvrages ou d'articles de référence ou si vous connaissez des sites web de qualité traitant du thème abordé ici, merci de compléter l'article en donnant les références utiles à sa vérifiabilité et en les liant à la section « Notes et références ».
Kipper est une série télévisée d'animation britannique en 78 épisodes de 10 minutes créée par Mick Inkpen et diffusée entre le 5 septembre 1997 et le 21 décembre 2000 sur CITV. Elle a aussi été diffusée aux États-Unis sur Nick Jr..
En France, elle a été diffusée à partir du 1er janvier 2000 sur La Cinquième dans Debout les Zouzous, puis sur Piwi le 3 décembre 2003, et au Québec à partir du 4 septembre 2000 à Télé-Québec.

## Synopsis
La série suit Kipper, un chien gentil et curieux qui vit de nombreuses aventures amusantes et passionnantes avec ses amis Hector, Cachou, Arnold et Phoebus.

## Voix françaises
- Joël Martineau
- Antoine Nouel
- Bernard Woringer

## Personnages
- Kipper est un chien de race beagle de couleur orange avec un museau et un ventre blanc. C'est le personnage principal de la série. Kipper est un chien chaleureux, gentil, amical et curieux. Il est toujours près à vivre de nouvelles aventures, venir en aide à ses amis ou tout autre personnage qu'il rencontre. Kipper n'est pas du tout égoïste, bien qu'il soit connu pour être un collectionneur. Il lui arrive parfois de perdre patience et de s'énerver, mais cela ne dure jamais longtemps.

- Hector (Tiger en anglais) est un chien de race terrier écossais, de couleur grise, avec un museau et un ventre blanc. C'est le meilleur ami de Kipper, d'ailleurs c'est à lui qu'il lui montre toujours ses nouveaux jouets en premier. Hector est plus calme, prudent et sage que Kipper. Il lui arrive de se montrer prétentieux et insolent, mais reste très attaché à ses amis. Il a parfois du mal admettre qu'il ne sait pas faire certaines choses, montrant qu'il n'a pas beaucoup confiance en lui.

- Cachou (Pig en anglais)  est un cochon de couleur beige, avec deux dents visibles. C'est un ami de proche de Kipper. Cachou est gourmand, curieux, amical, extraverti et amusant, mais il n'est pas toujours très patient et il lui arrive d'être facilement agacé quand quelque chose ne va pas. Il veille sur son cousin Arnold et s'occupe de lui comme si c'était son petit frère. Cachou a souvent tendance à le materner et pense qu'il ne peut pas faire beaucoup de choses en raison de son jeune âge.

- Arnold : est un porcelet de couleur beige qui n'a pas de dents. C'est le jeune cousin de Cachou, (âgé d'environ deux ans), et le seul enfant présent dans la série.  Arnold est curieux, gentil, observateur, réfléchi et curieux, il adore partir à l'aventure et essayer de nouvelles choses. Il ne parle que très peu, d'ailleurs on le voit souvent sucer son pouce. Les seuls mots qu'il prononce sont "canard" et "igloo".

- Phoebus (Jake en anglais) est un chien de berger de couleur poivre et sel, avec un ventre et un museau blanc. C'est un personnage mineur dans la série qui n'apparait souvent, bien qu'il soit très ami avec les autres. Pheobus est très gentil, calme, sage, doux, bienveillant, timide et sensible. Il semble apprécier particulièrement les petits animaux.
- Petite souris (Mouse en anglais) est une jeune souris grise, avec un museau et un ventre blanc, qui vit chez Kipper. C'est le seul personnage féminin de la série. Elle est très amie avec Kipper et adore jouer avec lui.
- Les extraterrestres (The Bleepers en anglais) sont deux êtres humanoïdes qui vivent sur la Lune. Ils deviendront ami avec Kipper pendant leur venue sur Terre.
- Le facteur n'apparait pas physiquement à l'écran mais on devine quelques fois sa présence lorsqu'il distribue le courrier par la porte. Il siffle toujours pendant sa tournée.